# 福田川 (愛知県)

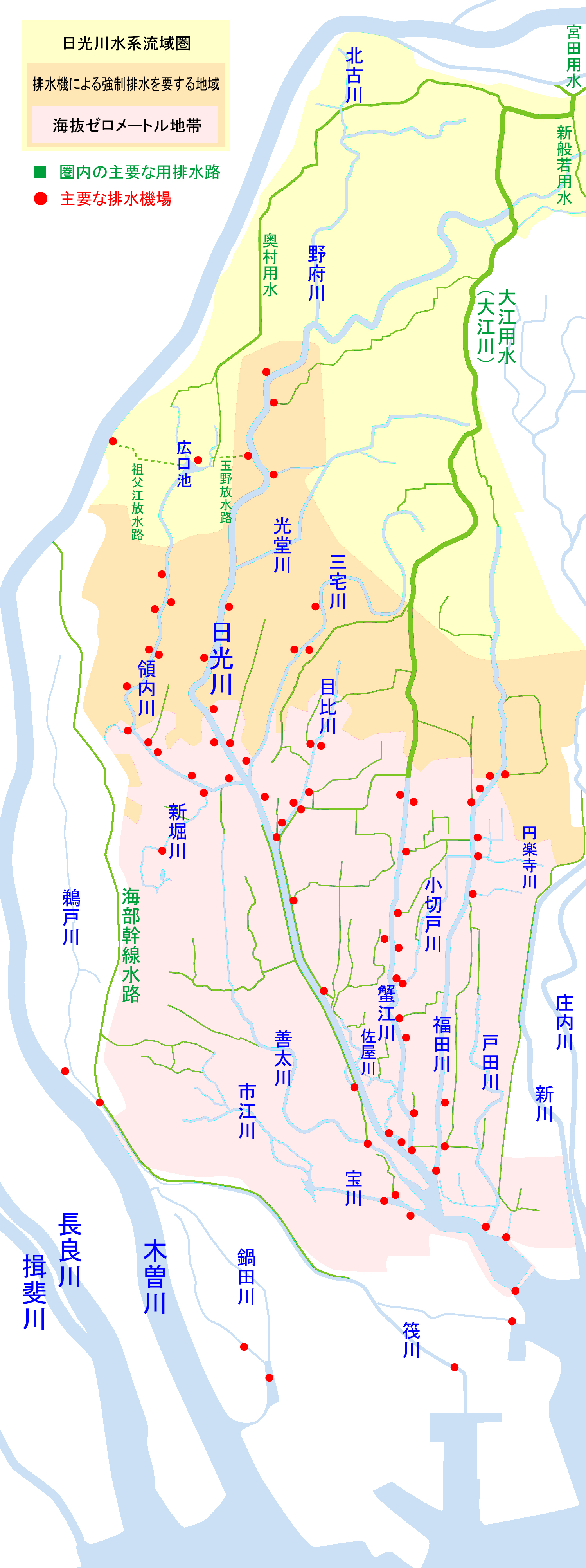
日光川水系の概略図

福田川（ふくだがわ）は、日光川水系の二級河川。愛知県稲沢市・あま市・海部郡大治町・名古屋市・海部郡蟹江町を流れる。日光川本川に合流する1次支川。

## 地理
愛知県稲沢市小池付近を上流端として南に流れ、名古屋市港区福前付近で日光川に合流する。河川延長は約16.2キロメートル。
濃尾平野に水を供給する宮田用水管内の代表的な排水路であり、子生和池田町付近で宮田用水の1つである大江川（大江用水）から分水する大助川から接続する。河道は主に矢板やコンクリートによる護岸ががなされており、日光川合流点から約12.8キロメートルは堤防があり、それより上流側は掘込河道となっている。
海部郡大治町西條とあま市七宝町秋竹・七宝町遠島の境目付近で小切戸川と伏せ越しによって交差していたが、東岸側の小切戸川から福田川への排水機場が2010年（平成22年）までに整備されたために伏せ越しは撤去され、2011年（平成23年）以降は河川法上は福田川を境として別の河川として管理されている。

あま市北部一帯の空中写真。中央付近を流れるのが福田川、やや西側を流れるのが蟹江川（写真の範囲より北は大江川）。1987年に撮影された

## 歴史
江戸時代初期には現在の福田川の流路には小規模な用排水路が存在するのみで、現在のような河川は存在しなかった。1640年（寛永17年）と1647年（正保4年）に上流側（現在のあま市二ツ寺や古道付近）の新田開発のために用排水路の拡幅工事が行われ、1796年（寛政8年）に大切戸川・小切戸川を分断する形で拡幅・開削工事が行われ、この時に「福田川」と命名された。